# Íona Túskia
Íona Túskia (1901–1963) va ser un compositor soviètic de la RSS de Geòrgia. Va compondre música per a diverses pel·lícules, com ara Eliso el 1928. El 1943, juntament amb diversos altres compositors, va participar en un concurs per esbrinar quina cançó s'havia d'escollir com a Himne Nacional de la Unió Soviètica; el concurs va ser finalment guanyat per Alexandr Aleksandrov. Entre els seus estudiants hi havia els compositors Vaja Azarashvili, Dagmara Slianova-Mizandari, Guia Kantxeli i Tamara Antonovna Shaverzashvili.